# 4165 Didkovskij
A 4165 Didkovskij (ideiglenes jelöléssel 1976 GS3) a Naprendszer kisbolygóövében található aszteroida. Nyikolaj Sztyepanovics Csernih fedezte fel 1976. április 1-jén.